# Río Atsá
El río Atsá (del ruso: Аца) es un río del krai de Zabaikalie, en Siberia oriental, Rusia. Es un afluente del río Chikói por la orilla izquierda, por lo que es un subafluente del Yeniséi por el Chikói, el Selengá, el lago Baikal y el Angará.

## Geografía
La cuenca hidrográfica del Atsá tiene una superficie de 2.050 km². Su caudal medio en la desembocadura es de 18.4 m³/s.
El Atsá nace en Buriatia, en la parte meridional de los montes Yáblonoi. El río es un río abundante de montaña. En el seño de estas montañas, el río se orienta globalmente de sudeste a noroeste.
Desemboca en el río Chikói por la orilla izquierda, a la altura de la localidad de Ust-Atsá, un poco por debajo de Shmilbilik
El Atsá está congelado habitualmente desde la primera quincena de noviembre a finales del mes de abril.

## Hidrometría - Caudal mensual en Atsá
El caudal del Atsá ha sido observado durante 49 años (1949-1997) en Atsá, pequeña localidad situada 17 km por encima de su desembocadura en el río Chikói a un altura de 838 m. 
El caudal interanual medio observado en Atsá en este periodo fue de 18.4 m³/s para una superficie estudiada de 2.010 km², es decir, casi la totalidad de la cuenca del río. La lámina de agua vertida en esta cuenca alcanza los 289 mm por año, lo que debe de ser considerado como elevado, por lo menso en el marco de Buriatia meridional, y resulta de la relativa abundancia de precipitaciones en su cuenca.
Río alimentado en parte por la fusión de las nieves de las cumbre de os Yáblonoi, pero también por las lluvias de verano y otoño, el Atsá es un río de régimen nivo-pluvial.
Las crecidas se desarrollan en primavera y hasta principios de otoño, de mayo a septiembre, con una primera cima en mayo, que corresponde al deshielo y a la fusión de las nieves. Una segunda cima se manifiesta en julio-agosto, ligada a los máximos pluviométricos de la región. En octubre y luego en noviembre, el caudal baja fuertemente, lo que conduce al periodo de estiaje, que tiene lugar de noviembre a mediados de abril, y corresponde a las heladas intensas que se abaten sobre toda Siberia, y que son particularmente duras en estas regiones montañosas.
El caudal medio mensual observado en marzo (mínimo de estiaje) es de 1.94 m³/s, lo que supone un 5 % del caudal medio del mes de mayo  (37,9 m³/s), lo que subraya la amplitud media de las variaciones estacionales en el contexto de Siberia.
Las diferencias estacionales pueden ser aún mayores a lo largo de los años. Así, en los 49 años del estudio, el caudal mensual mínimo ha sido de 0.04 m³/s en febrero de 1969 (apenas 40 litros), mientras que el caudal mensual máximo se elevó a 94 m³/s en agosto de 1985.
En lo que concierne al periodo estival, libre de hielos (de mayo a septiembre inclusive), el caudal mensual mínimo observado fue de 3,30 m³/s en junio de 1990, lo que implica estiajes estivales pronunciados.
Caudal mensual medio del Atsá (en m³/s) medidos en la estación hidrométrica de Atsá
Datos calculados en 49 años